# Liarla Pardo
Liarla Pardo fou un programa d'actualitat presentat per Cristina Pardo i produït per Cuarzo Producciones. Es va estrenar en La Sexta el 15 d'abril de 2018 i s'emetia cada diumenge de 17.30 a 20.00.

## Format
Liarla Pardo és un magazín en directe que compta amb una sèrie de col·laboradors que s'encarreguen de les diferents seccions. Així, es tracten temes com la música, l'actualitat, la cultura, el cinema o la televisió amb un to més desenfadat, inclou tertúlies, reportatges, connexions en directe i entrevistes en plató.

## Crítica
La pàgina web formulatv.com va fer una crítica positiva del programa en la qual destacava el seu to àgil i desenfadat i la seva mescla de gènere informatiu amb entreteniment.
Al desembre de 2018, després de l'auge electoral de Vox en les eleccions andaluses, el programa va emetre un reportatge que intentava identificar els votants d'aquest partit en la localitat sevillana de Marinaleda, rebent nombroses crítiques i acusacions per certs sectors d'instigar una persecució política als electors d'aquest partit.
Finalment, Cristina Pardo es va disculpar utilitzant la xarxa Twitter, així com a l'inici del següent programa dominical.

## Equip tècnic 1a Temporada (2018)

### Producció
- Cuarzo Producciones

### Presentació
- Cristina Pardo

### Col·laboradors
- (2018) Gonzalo Miró
- (2018) Mikel López Iturriaga
- (2018) Jesús Cintora
- (2018) Roberto Brasero
- (2018) Marc Vidal
- (2018) Ricardo Pardo
- (2018) Luis Troya
- (2018) Maria Juan
- (2018) Paula del Fraile
- (2018) Beatriz Díaz

## Equip tècnic 2a Temporada (2018-2019)

### Producció
- Cuarzo Producciones

### Presentació
- Cristina Pardo

### Col·laboradors
- Luis Troya (Reporter)
- Marc Vidal
- Roberto Brasero (Meteoròleg)
- Gonzalo Miró
- Inés Paz (Investigadora)
- Jesús Cintora (Tertulià Fix)
- Francisco Marhuenda (Tertulià Fix)
- Aitor Sánchez (Nutricionista)
- Alberto Chicote (Parla sobre el seu programa "¿Te lo vas a comer?")
- Fernando López (Reportet)
- Antonio Campos (Reporter)

## Equip Tècnic 3a Temporada (2019-2020)

### Producció
- Cuarzo Producciones

### Presentació
- Cristina Pardo

### Col·laboradors
- Luis Troya (Reporter)
- Marc Vidal
- Roberto Brasero (Meteoròleg)
- Gonzalo Miró
- Inés Paz (Investigadora)
- Jesús Cintora (Tertulià Fix)
- Francisco Marhuenda (Tertulià Fix)
- Aitor Sánchez (Nutricionista)
- Fernando López (Reporter)
- Antonio Campos (Reporter)
- Ramoncín
- Esther Hernández

## Temporades i programes
| Temporada | Temporada | Programes | Estrena                | Final               | Audiència mitjana | Audiència mitjana | Audiència mitjana |
| Temporada | Temporada | Programes | Estrena                | Final               | Espectadors       | Quota             |                   |
| --------- | --------- | --------- | ---------------------- | ------------------- | ----------------- | ----------------- | ----------------- |
|           | 1         | 13        | 15 d'abril de 2018     | 8 de juliol de 2018 | 744 000           | 6,1%              |                   |
|           | 2         | 38        | 16 de setembre de 2018 | 30 de juny de 2019  | 915 000           | 7,1%              |                   |
|           | 3         |           | 15 de setembre de 2019 |                     | 692 000*          | 6,3%*             |                   |
| Total     | Total     |           | 2018                   |                     |                   |                   |                   |

### Temporada 1 (2018)
| Núm. | Data d'emissió      | Audiència        |
| ---- | ------------------- | ---------------- |
| 1    | 15 d'abril de 2018  | 1 058 000 (8,2%) |
| 2    | 22 d'abril de 2018  | 596 000 (5,0%)   |
| 3    | 29 d'abril de 2018  | 680 000 (5,3%)   |
| 4    | 6 de maig de 2018   | 609 000 (5,3%)   |
| 5    | 13 de maig de 2018  | 843 000 (6,9%)   |
| 6    | 20 de maig de 2018  | 712 000 (6,0%)   |
| 7    | 27 de maig de 2018  | 667 000 (5,4%)   |
| 8    | 3 de juny de 2018   | 834 000 (6,8%)   |
| 9    | 10 de juny de 2018  | 719 000 (5,7%)   |
| 10   | 17 de juny de 2018  | 619 000 (5,3%)   |
| 11   | 24 de juny de 2018  | 680 000 (6,1%)   |
| 12   | 1 de juliol de 2018 | 915 000 (7,3%)   |
| 13   | 8 de juliol de 2018 | 656 000 (6,3%)   |

### Temporada 2 (2018-2019)
| Núm. | Data d'emissió         | Audiència         |
| ---- | ---------------------- | ----------------- |
| 14   | 16 de setembre de 2018 | 552 000 (5,0%)    |
| 15   | 23 de setembre de 2018 | 598 000 (5,4%)    |
| 16   | 30 de setembre de 2018 | 638 000 (5,7%)    |
| 17   | 7 d'octubre de 2018    | 599 000 (5,2%)    |
| 18   | 14 d'octubre de 2018   | 1 083 000 (8,2%)  |
| 19   | 21 d'octubre de 2018   | 1 104 000 (9,0%)  |
| 20   | 28 d'octubre de 2018   | 1 027 000 (7,0%)  |
| 21   | 4 de novembre de 2018  | 1 088 000 (7,8%)  |
| 22   | 11 de novembre de 2018 | 882 000 (6,3%)    |
| 23   | 18 de novembre de 2018 | 1 524 000 (10,1%) |
| 24   | 25 de novembre de 2018 | 1 248 000 (8,7%)  |
| 25   | 2 de desembre de 2018  | 811 000 (6,0%)    |
| 26   | 9 de desembre de 2018  | 1 260 000 (9,4%)  |
| 27   | 16 de desembre de 2018 | 1 051 000 (7,6%)  |
| 28   | 13 de gener de 2019    | 1 004 000 (7,2%)  |
| 29   | 20 de gener de 2019    | 1 187 000 (8,1%)  |
| 30   | 27 de gener de 2019    | 853 000 (5,9%)    |
| 31   | 3 de febrer de 2019    | 1 244 000 (8,7%)  |
| 32   | 10 de febrer de 2019   | 1 184 000 (8,8%)  |
| 33   | 17 de febrer de 2019   | 879 000 (6,7%)    |
| 34   | 24 de febrer de 2019   | 797 000 (6,3%)    |
| 35   | 3 de març de 2019      | 994 000 (7,7%)    |
| 36   | 10 de març de 2019     | 784 000 (6,2%)    |
| 37   | 17 de març de 2019     | 785 000 (6,3%)    |
| 38   | 24 de març de 2019     | 967 000 (7,8%)    |
| 39   | 31 de març de 2019     | 943 000 (6,8%)    |
| 40   | 7 d'abril de 2019      | 1 044 000 (7,5%)  |
| 41   | 28 d'abril de 2019     | 1 369 000 (11,4%) |
| 42   | 5 de maig de 2019      | 671 000 (6,1%)    |
| 43   | 12 de maig de 2019     | 630 000 (5,6%)    |
| 44   | 19 de maig de 2019     | 757 000 (6,3%)    |
| 45   | 26 de maig de 2019     | 700 000 (5,8%)    |
| 46   | 2 de juny de 2019      | 727 000 (6,7%)    |
| 47   | 9 de juny de 2019      | 758 000 (6,5%)    |
| 48   | 16 de juny de 2019     | 631 000 (5,8%)    |
| 49   | 23 de juny de 2019     | 753 000 (7,1%)    |
| 50   | 30 de juny de 2019     | 731 000 (6,8%)    |

### Temporada 3 (2019-2020)
| Núm. | Data d'emissió         | Audiència         |
| ---- | ---------------------- | ----------------- |
| 51   | 15 de setembre de 2019 | 719 000 (6,5%)    |
| 52   | 22 de setembre de 2019 | 718 000 (6,6%)    |
| 53   | 29 de setembre de 2019 | 655 000 (6,2%)    |
| 54   | 6 d'octubre de 2019    | 586 000 (5,4%)    |
| 55   | 13 d'octubre de 2019   | 784 000 (6,8%)    |
| 56   | 20 d'octubre de 2019   | 1 342 000 (10,7%) |
| 57   | 27 d'octubre de 2019   | 1 245 000 (9,8%)  |
| 58   | 2 de novembre de 2019  | 1 092 000 (8,3%)  |
| 59   | 10 de novembre de 2019 | 1 139 000 (8,4%)  |
| 60   | 17 de novembre de 2019 | 1 088 000 (7,6%)  |
| 61   | 24 de novembre de 2019 | 897 000 (6,6%)    |
| 62   | 1 de desembre de 2019  | 786 000 (5,8%)    |
| 63   | 8 de desembre de 2019  | 937 000 (7,5%)    |
| 64   | 15 de desembre de 2019 | 852 000 (6,4%)    |
| 65   | 22 de desembre de 2019 | 608 000 (4,6%)    |
| 66   | 12 de gener de 2020    | 884 000 (6,5%)    |
| 67   | 19 de gener de 2020    | 945 000 (6,6%)    |
| 68   | 26 de gener de 2020    | 877 000 (6,5%)    |
| 69   | 2 de febrer de 2020    | 866 000 (7,0%)    |
| 70   | 9 de febrer de 2020    | 702 000 (5,5%)    |
| 71   | 16 de febrer de 2020   | 644 000 (5,3%)    |
| 72   | 23 de febrer de 2020   | 797 000 (6,6%)    |
| 73   | 1 de març de 2020      | 960 000 (7,4%)    |
| 74   | 8 de març de 2020      | 710 000 (5,8%)    |
| 75   | 15 de març de 2020     | 2 009 000 (11,5%) |